# Marry Him If You Dare
Marry Him If You Dare (em coreano:  미래의 선택, Miraeui Suntaek, também conhecido como Future Choice) é um série de televisão sul-coreana exibida pela KBS2 de 14 de outubro a 3 de dezembro de 2013, estrelado por Yoon Eun-hye, Lee Dong-gun e Jung Yong Hwa.

## Sinopse
Marry Him If You Dare retrata a relação de amor e trabalho de pessoas que trabalham em uma emissora de TV. Na Mi Rae tenta levar uma vida normal como operadora de
call center, mas vê sua vida virar de cabeça para baixo no momento que encontra ela mesma no presente, alegando ser do futuro e quer ajudá-la a tentar construir um
novo caminho para o futuro, diferente do que ela vai ter.

## Elenco
- Yoon Eun-hye como Na Mi-Rae
- Lee Dong-gun como Kim Shin
- Jung Yong Hwa como Park Se-Joo
- Han Chae-ah como Seo Yoo-Kyung
- Go Doo-shim
- Oh Jung-se
- Lee Mi-do